# برایان اتکینسون
برایان اتکینسون (انگلیسی: Brian Atkinson؛ زادهٔ ۱۹ ژانویهٔ ۱۹۷۱) بازیکن فوتبال اهل بریتانیا است.
از باشگاه‌هایی که در آن بازی کرده‌است می‌توان به باشگاه فوتبال کارلایل یونایتد، باشگاه فوتبال ساندرلند، و باشگاه فوتبال دارلینگتون اشاره کرد.
وی همچنین در تیم ملی فوتبال زیر ۲۱ سال انگلستان بازی کرده‌است.